# Your Wilderness
Your Wilderness è l'undicesimo album in studio del gruppo musicale britannico The Pineapple Thief, pubblicato il 12 agosto 2016 dalla Kscope.

## Tracce
Testi e musiche di Bruce Soord, eccetto dove indicato.
1. In Exile – 5:10
2. No Man's Land – 4:17
3. Tear You Up – 4:51
4. That Shore – 4:52 (musica: Steve Kitch, Bruce Soord)
5. Take Your Shot – 4:33 (musica: Johnny Wilks, Bruce Soord)
6. Fend for Yourself – 3:43
7. The Final Thing on My Mind – 9:53
8. Where We Stood – 3:45 (musica: Steve Kitch, Bruce Soord)

CD bonus nella Tour Edition
1. Fend for Yourself (Acoustic) – 3:01
2. Tear You Up (Acoustic) – 4:34
3. No Man's Land (Acoustic) – 3:59
4. That Shore (Acoustic) – 4:02 (musica: Steve Kitch, Bruce Soord)
5. The Final Thing on My Mind (Acoustic) – 9:00

8 Years Later – CD bonus nell'edizione limitata
1. Strung Out – 3:53
2. Dawn Again – 3:54
3. Ritual – 4:31
4. The Toil – 3:58
5. Hallucinations and Delusions – 5:36
6. The Confined Escape – 7:59
7. Our Shelter – 10:11

DVD bonus nell'edizione limitata
1. In Exile – 5:10
2. No Man's Land – 4:17
3. Tear You Up – 4:51
4. That Shore – 4:52 (musica: Steve Kitch, Bruce Soord)
5. Take Your Shot – 4:33 (musica: Johnny Wilks, Bruce Soord)
6. Fend for Yourself – 3:43
7. The Final Thing on My Mind – 9:53
8. Where We Stood – 3:45 (musica: Steve Kitch, Bruce Soord)

## Formazione
Hanno partecipato alle registrazioni, secondo le note di copertina:
Gruppo
- Bruce Soord – voce, chitarra elettrica (eccetto traccia 6), chitarra baritona (eccetto tracce 3 e 5), chitarra acustica (tracce 3 e 5), sintetizzatore (traccia 4)
- Steve Kitch – pianoforte (eccetto traccia 5), Rhodes (traccia 1), mellotron (tracce 1, 2 e 4), sintetizzatore (eccetto traccia 6), batteria elettronica e percussioni(traccia 4), Hammond (traccia 5), strumenti ad arco (traccia 8)
- Jon Sykes – basso

Altri musicisti
- Gavin Harrison – batteria (eccetto traccia 8), percussioni e percussioni elettroniche (traccia 1)
- Darran Charles – chitarra elettrica (eccetto traccia 4)
- Sarah Best – soprano (tracce 1 e 6)
- Kate Chapman – contralto (tracce 1 e 6)
- Ian Ring – tenore (tracce 1 e 6)
- Garet Jhones – basso (tracce 1 e 6)
- Geoffrey Richardson – arrangiamento strumenti ad arco, violino, viola e violoncello (tracce 1, 6 e 7)
- John Helliwell – clarinetto (traccia 6)

Produzione
- Bruce Soord – produzione, registrazione, ingegneria del suono, missaggio
- Steve Kitch – produzione, registrazione, ingegneria del suono, missaggio, mastering
- Gavin Harrison – registrazione e missaggio batteria, produzione aggiuntiva (tracce 3 e 7)
- Luke Stidson – registrazione coro
- Geoffrey Richardson – registrazione strumenti ad arco
- John Elis – registrazione clarinetto
- Johnny Wilks – produzione esecutiva
- Beech – grafica, impaginazione
- Sandy – fotografia band